# 矢部浩之
矢部 浩之（やべ ひろゆき、1971年〈昭和46年〉10月23日 - ）は、日本のお笑いタレント、スポーツキャスター、司会者、歌手。お笑いコンビ・ナインティナインのツッコミ担当。相方は岡村隆史。
大阪府吹田市出身。吉本興業所属。NSC9期生。妻は元TBSアナウンサーでフリーアナウンサーの青木裕子。

## 略歴
- 吹田市立吹田東小学校、吹田市立第五中学校、大阪府立茨木西高等学校卒業。当初は大学への進学を志しており、甲子園大学、花園大学、佛教大学、大阪経済法科大学を受験するも、いずれも不合格だった。その後、大学進学を諦めた矢部は芸人になることを志し、高校のサッカー部の先輩で親交があった岡村隆史を誘い、ナインティナインを結成[1]。
- 当初はボケを担当していたが、後にツッコミに転向。
- 1991年、吉本の若手コンビ6組で構成されるユニット「吉本印天然素材」に加わり東京進出。
- 1994年、「天素」から脱退。その後、活動拠点を東京に置く。
- 1995年4月、TBSの金曜ドラマ『ジューン・ブライド』で連続ドラマに初出演。
- 1999年、映画『メッセンジャー』で第23回日本アカデミー賞 話題賞（俳優部門）を受賞[2]。
- 2007年5月、約15年交際していた女性（通称「ひとみちゃん」）と破局。記者会見を6月20日に開き、矢部は「プロポーズしたが、彼女に『遅すぎる』と怒られた」と破局の原因を説明した。
- 2010年2月11日、『常滑親善大使』に就任[3]。
- 2010年、岡村が7月15日から体調不良による休養を発表。コンビでの活動は休止となり、レギュラー番組には矢部が単独で出演した。
- 2010年11月26日、岡村が芸能活動を再開。翌日放送の『めちゃ2イケてるッ!』で約4か月半ぶりにコンビとして出演した。
- 2011年7月23日、『FNS27時間テレビ』にて、100kmマラソン企画に挑戦。翌日7月24日に完走を果たした。
- 2012年9月7日、右肺の自然気胸に伴い入院、11日退院。同年9月18日の『めちゃ2イケてるッ!』の収録にて仕事復帰した。
- 2013年3月27日、ネット配信限定テレビ局「ゼロテレビ」の第1弾コンテンツ『めちゃ×2ユルんでるッ!』の初回ネット生配信にて、港区役所に2人で出向き、婚姻届を提出直後にその足でサプライズ出演し、フリーアナウンサー（元TBSアナウンサー）の青木裕子との結婚をサプライズで報告した[4]。報告中のネット配信にて、一時的に矢部の妻として初めて放送中に顔出した[4]。生中継中に相方である岡村隆史が感想を聞くとその問いかけに、扉のすりガラスごしに「うれしいです!」との一言を残している。なお、この結婚について矢部は2012年7月に「2013年に何かが起こるんじゃないかな」という結婚を匂わすコメントを発表した[4]。
- 2013年12月6日、最も眉の美しい人に贈られる「ベスト眉ニスト賞」を受賞[5]。
- 2014年3月19日、長男が誕生。
- 2015年7月26日、『FNS27時間テレビ2015』の番組中に、妻・裕子の第2子妊娠を発表[6] した。
- 2016年1月22日、次男が誕生。
- 2021年9月9日放送のニッポン放送『ナインティナインのオールナイトニッポン』内で、歌手デビューを発表。デビュー曲の作詞・作曲は石崎ひゅーいが担当。

## 人物
- 愛称は「やべっち」。相方の岡村からは「矢部さん」（兄・矢部美幸と同様）、「矢部氏」や「相方」と呼ばれる（初期の頃は「矢部」と呼び捨てだった。）。高校時代は兄の美幸がいたため「矢部ジュニ」（岡村ほか高校時代の先輩から）と呼ばれていた。

### 家族
- 実兄の矢部美幸（やべ よしゆき）は元NSCの7期生（同期は雨上がり決死隊など）・お笑いコンビ「ちゃんねるず」のメンバーとして活動、のち芸能プロダクション「ラフェイス（現：ラフェイスプロ）」設立、代表取締役社長就任。
- 家族は父・幸男（2023年死去）、母・富美枝（とみえ）、3人兄弟の次男。弟・龍弘（既婚・介護士）との年齢差は14歳。母・富美枝は佐賀県神埼市出身で旧姓は古賀。弟は早くに結婚している。兄と顔や体型が似ているが、弟はあまり似ておらず、2011年にテレビ出演した際にはふくよかになっており、弟のこともよく知っていた岡村も久々に見たときは驚いていた。2歳上の兄・美幸は同じ高校のサッカー部で、岡村の先輩。そのため、サッカー部に入部した際に付いたあだ名は「矢部ジュニ」であり、岡村も同様に呼んでいた。また、母親も笑う時に舌を出す。
- 父親の失敗エピソードが多く、知人の保証人になりまくったせいで借金を背負い、さらに本人は働きたくないために詐病を使っていた。結果的に矢部家は貧乏になり、岡村から「弁当のおかずが毎日同じで卵焼きと赤いソーセージだった」「水に砂糖と生姜を溶かした特製ジンジャーエールを喜んで飲んでいた」など、比較的裕福な家庭で育った岡村にとって衝撃的な生活を送っていた。矢部が芸人で売れてもまだ貧乏だったため、よく金銭を要求するファックスや留守電があった。
- 既に他界しているが、祖父の藤四郎も同居していた。『めちゃモテ』時代に岡村が藤四郎の真似をしてコントを披露していた。藤四郎のキャラは濃く、アルファベットの「HIJKLMNOP」の部分を「HIジェッケンエレベノケ」と覚えていた。弟は幼少期におじいちゃんっ子だったため、祖父の真似をする岡村を本気で嫌っていた時期がある。
- 2014年3月19日、第1子となる男児誕生。名前は『稜』。
- 2016年1月22日、第2子となる男児が誕生[7]。名前は『遣』[8]。

### その他
- 小学生4年の時にサッカーを始める。当時の夢は、ヤンマーディーゼルサッカー部（現セレッソ大阪）に入団することか、動物園のオオカミの飼育員になることだった。高校ではサッカー部で背番号10番をつけるなどエースといえる存在だったが、2年時に当時の大阪府選抜の選考のためトレセンに呼ばれた際に選考で落選し、そこでサッカーのプロを諦めたという[9]。3年時の引退試合の際に、サッカー部の1年先輩だった岡村がたまたま観戦に訪れており、敗戦を悔しがった岡村が号泣した様子を見た矢部が、岡村をお笑いの道に誘ったことでナインティナインの結成につながった[9]。
- ラジオ番組の生放送中に些細な事柄で気分を害して支離滅裂な理由でスタッフを説教するなど、岡村の不可思議な言動に強い違和感を覚えて注意する場面が増えたことから、岡村に休養を薦めた。のちに「岡村さんを自分が誘わなければ…」と悔しい思いを語った。
- 佐賀の親戚の従姉が江頭2:50と同級生という繋がりがある[10]。江頭登場BGM布袋寅泰の「スリル」は、元々は『笑っていいとも!クリスマス特大号』（1995年12月25日放送）のコーナー「どっちが似ててもいいとも!ものまね紅白歌合戦」において、矢部が江頭のモノマネで登場した際、江頭が使っていた曲がわからず、代わりにこの曲をBGMに使ったことに由来している[11] 。
- 2010年9月30日に「東スポ」の一面で当時TBSアナウンサーだった青木裕子との婚約が報じられ、矢部は深夜の『ナインティナインのオールナイトニッポン』冒頭で婚約を否定した[12]が交際は否定せず、2013年3月27日に入籍した[4]。
- 吉本印天然素材時代、稽古に集中しないことからFUJIWARAの藤本敏史のことを嫌っていたが、現在は和解している[13]。
- カラオケのレパートリーとしてサザンオールスターズやMr.Childrenの楽曲を挙げている[14]。特にサザンへの思い入れは強く、好きな曲として「旅姿六人衆」を挙げている[15]。サザンとは『1番ソングSHOW』『週刊ナイナイミュージック』で直接共演し対談を行っている[16][17]。
- オールナイトニッポンを降板した理由として、岡村の復帰後に達成感を感じ「役目を終えた」と感じるようになったとし、あくまでも私生活の変化は関係ないと断言。ただし岡村は「やはりラジオという場でしゃべり続けたい」という思いがあったことから、岡村が単独で残留する形で「ナインティナイン岡村隆史のオールナイトニッポン」が開始されることになった。なお2020年4月23日の放送分に岡村が不適切な発言をして謝罪へ追い込まれたため、翌週の4月30日と次週の5月7日深夜放送分では、自ら本番組へ乗り込む形で登場した。その後の5月14日深夜放送のオールナイトニッポンより矢部が舞い戻る形で｢ナインティナインのオールナイトニッポン｣が5年半ぶりに開始した。ちなみに、コンビのうち片方がオールナイトニッポンを降板した後、復帰するケースは史上初である[18]。

## 出演

### 番組

#### レギュラー番組
現在
- FOOTBALLPROGRAM やべっちスタジアム（2020年11月 - 、DAZN、日曜  23:00 - ） - MC
- ゼニガメ（2024年5月8日 -  、毎日放送） - MC

過去
- やべっちFC〜日本サッカー応援宣言〜 （2002年4月 - 2020年9月、テレビ朝日系、日曜 23:55 - 24:25） - MC[19]
- しあわせの素（2010年10月1日・2011年4月 - 9月、フジテレビ）
- 1番ソングSHOW（2011年10月 - 2014年7月、日本テレビ） - 羽鳥慎一と共にMC
- アウト×デラックス （2013年4月4日 - 2022年3月17日、フジテレビ系、木曜 23:00 - 23:40） - マツコ・デラックス共にMC[19]
- あえいうえおあお（2022年7月8日 - 8月12日、フジテレビ） - 後藤輝基と共にMC

#### 特別番組
＊MCもしくはメインキャスト
- 人生最大のサプライズ プロポーズ大作戦!（2007年12月1日・2008年3月28日・10月10日・2016年2月17日、TBS系）
- 世界!レアレア☆ミュージアム（2010年11月12日、日本テレビ系）
- 地球イチバン（2010年12月20日、NHK総合）
- セレブレーション（2012年2月19日、TBS）
- なるほど!ニ大勢力（2015年6月28日、TBSテレビ）- MC
- ナイナイ矢部＆宮川大輔のよ〜わからんトコにふらっと…（2016年2月13日、関西テレビ）
- 矢部＆大輔のフラっとしようやin宮古島（2016年6月21日、フジテレビ系）
- やべっちのケイザイ入門〜2020年の暮らし どうなる?〜（2017年11月27日、BSジャパン） - MC
- 矢部＆大輔のおまかせタクシー裏ガイド旅in函館（2018年5月27日、フジテレビ系）
- 矢部＆大輔の話ぐらい聞くでぇin博多 〜ブラっとお悩み相談旅〜（2019年3月24日、フジテレビ系）
- Jリーグアウォーズ（2018年12月18日、2019年12月8日、2020年12月22日、DAZN） - MVPプレゼンター（2018年）、総合司会（2019年・2020年・2021年）
- 鳥人間コンテスト選手権大会（2019年 -、日本テレビ系） - MC
- ナイナイ矢部の知らないヤベ〜関西（2021年3月27日、NHK大阪）
- ABEMA・テレビ朝日-FIFA ワールドカップ カタール 2022　-　キャスター
- 目撃!超逆転スクープ（2018年5月 - 2022年12月、フジテレビ） - MC

### テレビドラマ
- ジューン・ブライド（1995年4月14日 - 6月30日、TBS系） - 坂井友則 役
- 天気予報の恋人（2000年4月10日 - 6月26日、フジテレビ系） - 田口正二 役
- 花嫁は厄年ッ!（2006年7月6日 - 9月21日、TBS系） - 安土一郎 役

### 映画
- 岸和田少年愚連隊 BOYS BE AMBITIOUS（1996年）-主演・チュンバ 役
- メッセンジャー（1999年） - 横田重一 役
- 無問題（1999年） - 自転車で通行妨害をする人 役（友情出演）
- 無問題2（2001年） - 友情出演
- 映画 さよなら私のクラマー ファーストタッチ（2021年） - 矢部先生 役（声の出演）[20]

## 作品

### シングル
| 枚 | 発売日         | タイトル         | 販売形態           | 販売形態       | 規格品番   | 順位 |
| -- | -------------- | ---------------- | ------------------ | -------------- | ---------- | ---- |
| 1  | 2021年10月29日 | スタンドバイミー | デジタル配信       | デジタル配信   | -          | -    |
| 1  | 2021年12月22日 | スタンドバイミー | 完全受注生産限定盤 | CD+DVD+T-shirt | DSKU-11661 | -    |
| 1  | 2021年12月22日 | スタンドバイミー | 通常盤             | CD             | UMCK-5709  | -    |

### 広告
- GREE（2010年）